# Dĩ An
Dĩ An – dystrykt w południowym Wietnamie w prowincji Bình Dương. Powierzchnia dystryktu wynosi 60 km², a liczba ludności w 2004 roku wynosiła 136 530 mieszkańców. Ośrodkiem administracyjnym dystryktu jest okręg (phường) Dĩ An.